# 美洲平原野牛
美洲平原野牛（英語：Bison bison bison）是美洲野牛的指名亞種。體型比美洲森林野牛小,肩高1.5~2公尺。
雖然美洲森林野牛屬於瀕危物種，但美洲平原野牛屬於近危物種。